# Bénesse-Maremne

Bénesse-Maremne este o comună în departamentul Landes din sud-vestul Franței. În 2009 avea o populație de 2.254 de locuitori.

## Evoluția populației
| An        | 1975  | 1982  | 1990  | 1999  | 2006  | 2009  |
| --------- | ----- | ----- | ----- | ----- | ----- | ----- |
| Populație | 1.070 | 1.175 | 1.471 | 1.752 | 1.989 | 2.254 |